# Матвеевка (Старожиловский район)
Матвеевка — деревня в Старожиловском районе Рязанской области России, входит в состав Старожиловского городского поселения.

## География
Деревня расположена в 13 км на запад от райцентра рабочего посёлка Старожилово. 

## История
Мяснич упоминается в качестве сельца в приправочных книгах 1597 и 1598 годов Каменского стану, письма и меры Третьяка Григорьевича Вельяминова. В писцовых книгах 1628 и 1629 годов в селе Мяснич упоминается при Космодамиановской церкви 2 двора поповых, двор дьячков и просфирницын. По окладным книгам 1676 года при Космодамиановской церкви упоминается уже один двор попов. Под 1734 годом встречается известие о том, что в селе была освящена церковь в честь Косьмы и Дамиана. Время упразднения церкви в селе Мяснич относится к концу XVIII века. Космодамиановская церковь в селе Матвеевском построена была около 1784 года, возобновлена была в 1842 году.   
В XIX — начале XX века село входило в состав Долматовской волости Пронского уезда Рязанской губернии. В 1906 году в селе было 27 дворов. 
С 1929 года деревня входила в состав Слободского сельсовета Старожиловского района Рязанского округа Московской области, с 1937 года — в составе Рязанской области, с 2005 года — в составе Старожиловского городского поселения.

## Население
| 1859 | 1906 | 2010 | 2023 |
| ---- | ---- | ---- | ---- |
| 225  | ↘217 | ↘17  | ↘1   |